# 沖の島 (高知県)
沖の島（おきのしま）は、日本の四国・高知県南西部にある島。宿毛市片島の沖合約24kmに位置する。面積10.02km2。海岸線長約17km、東西約3.5 km、南北約5.8 km。最高所（妹背山頂）標高は 404.1m。足摺宇和海国立公園指定地域の一つ。島内集落は「島の宝100景」選定地域の一つ。
沖の島は島内に令制国の国境があり、土佐国・伊予国にまたがっている。また、古称は「いもせのしま（妹兄島、妹背島）」であった可能性が高い。日外アソシエーツ編『島嶼名 漢字よみかた辞典』は、別名として、沖ノ島（おきのしま）、土佐沖の島（とさおきのしま）、妹背島（いもせじま）を挙げている。

## 概要

沖の島の空中写真。
2020年6月23日撮影の36枚を合成作成。
。

沖の島は、四国の最南端である足摺岬の西方約40km、旧・片島港（宿毛湾港の一角。宿毛市片島に所在）から南西へ約25kmの太平洋上に浮かぶ離島・有人島である。標高404mの妹背山を中央に頂き、水量豊かな谷川がある。全島が花崗岩で形成されている。海岸部は大部分が断崖絶壁であり平地は少ない。また、周りには透明度30メートルの海が広がり、日本一の魚種の宝庫といわれている。
人口（国勢調査結果）は、1990年（平成2年）時点で530名、1995年（平成7年）時点で400名、2000年（平成12年）時点で314名、2005年（平成17年）時点で236名、2010年（平成22年）時点で194名。沖の島の居住地域は、母島、弘瀬、古屋野、久保浦、長浜の大小5つの集落で構成されており、北は母島を南は弘瀬を中心とする。市役所支所を始めとして、漁業協同組合支所、郵便局、小中学校、診療所、非公共用ヘリポートなどの施設がある。島の集落はそれぞれ「母島部落」「弘瀬部落」などと呼ばれる。集落地は石垣と石段の造りが一つの景観を成していて、キャッチフレーズにも採用されている。
基幹産業は漁業だったが、漁業者は高齢化や担い手不足から減少しており、かわって渡船業やダイビング業など海洋レジャー産業が盛んになっている。島内では通常観光やエコツーリズムのほか、磯釣りやマリンスポーツ（スクーバダイビング、カヌーなど）、その他の娯楽やスポーツ（登山やマウンテンバイクなどを含む）を楽しめる島として人気を集めている。
従来の足摺国定公園に宇和海地域等 が追加指定された1972年（昭和47年）11月10日、足摺宇和海国立公園の指定地域の一つとなった。また、2009年（平成21年）4月10日には、沖の島と鵜来島の島内集落が「石垣・石段とともにある暮らし」名義で「島の宝100景」に選定された。

## 地勢
孤立小型離島 で外海離島、有人島で有人離島、離島振興法指定離島 で一次離島。
東に蒲葵島と幸島、北に裸島 と二並島、北西に鵜来島、西に三ノ瀬島・姫島・水島 があり、これらの島々の中で沖の島が最も大きい。
地理的に最も近い四国本土の地域は大月半島（高知県幡多郡大月町）であるが、現在行政上では、大月町の北に位置する宿毛市に属し、裸島・二並島・沖の島・鵜来島・三ノ瀬島・姫島・水島の7島などで沖の島町（おきのしまちょう。宿毛市の成立以前に存在した沖ノ島村と地域的変更なし）を構成する（有人島は鵜来島と沖の島のみ）。沖の島内の行政区画は北の「沖の島町母島（もしま）」と南の「沖の島町弘瀬（ひろせ）」に分かれる。
沖の島は島内に国境があり、伊予国と土佐国にまたがっている。北部・母島側は伊予国となり、かつては宇和郡に、南部・弘瀬側は土佐国で、かつては幡多郡に属していた。江戸時代には伊予側の母島は宇和島藩、土佐側の弘瀬は高知藩が治めた。明治時代になり廃藩置県が実施され、変遷を経て、母島は愛媛県、広瀬は高知県になる。明治9年に母島が高知県に移管され、幡多郡に属した（詳細は「歴史」の項を参照。

## 歴史

### 開拓伝説
島の北西部の母島部落には鎌倉出身の山伏の開拓伝説 (cf.) が、南西部の弘瀬部落には島祖といわれる三浦則久一族の開拓伝説 (cf.) がある。弘瀬の三浦家は、関東武士団の一つで相模国の三浦半島を本貫とする三浦氏の一派と考えられる。本貫の三浦氏は宝治元年6月5日（1247年7月8日）に起こった宝治合戦（三浦氏の乱）に敗れて鎌倉を追放されているので、歴史上の整合性は高い。これら2つの伝説が事実を反映しているとすれば、いずれにしても沖の島に人が住み始めたのは鎌倉時代の前期か中期であった。
ただし、より古い平安時代の妹兄島伝説なるものもあり（※『今昔物語集』出典。cf.）、この時代にはすでに定着民がいた可能性も無いわけではない。間違いなく脚色されている妹兄島伝説のどこかに最初期の開拓者たちの事実が含まれているのか、それともそのようなものは無く全て架空の創作物語なのかは、今日まで伝えられた事柄だけで判断することができない。そのため、妹兄島伝説は絵空事同然という見なされ方をしている。
また、同様の伝説は『今昔物語集』だけでなく、『宇治拾遺物語』にも収録されており、非常に似通ったものとなっている。他にも昭和４５年の調査で『沖ノ島のはじまり』が採取されている他、『ハンガイ森の兄妹』についても類似性が確認されている。
弘瀬側島民のアイデンティティとしては、古来、弘瀬の一般島民は「『ミウラさん』率いる家臣団の末裔である」という認識で一致している。そのようなことで、戦後（第二次世界大戦後）に至るまで、弘瀬側島民の間での言い伝えは「平家の子孫」として誇りをもつことで苦しい漁民生活における精神的支柱となることが少なくなかった。

### 土予国境争い
徐々に土佐と伊予の勢力が沖の島へと及び、室町時代には島が両国によって分断される。江戸幕府藩政時代に入ると、再び領有権問題が勃発し、幕府の法廷により、土佐藩と宇和島藩との領土争いが展開された。国境争いは土佐藩家老・野中兼山の活躍などにより、土佐側の主張がほぼ認められる形で決着し、島内に土予国境が確定した。このような歴史的経緯により、弘瀬側は土佐、母島側は伊予と一つの島に異なる伝統や風習が語り継がれ、現在でも独自の風土を形成している。

### 年表

#### 先史時代
- 中生代白亜紀 - 四万十層群の形成期の始まり／新生代新第三紀まで形成され続ける付加体。
- 新生代新第三紀中新世前期 - 四万十層群の南帯地域で、新生代古第三紀以来続いてきた古第三系の形成が終焉を迎える。四万十層群の三崎層群上で、島嶼として沖の島が出現。

#### 古代
- 平安時代末期 - 地名「妹兄島」の初出、妹兄島伝説の登場／平安京にて『今昔物語集』が編纂される。同書の巻第26第10話に「土佐國妹兄行住不知島語（書き下し:土佐国の妹兄、知らぬ島に行き住める語）」と題して、妹兄島（いもせのしま）の説話が収められた。説話自体は、他にも数多く見られる「漂流して南方の無人島に辿り着いた兄妹が二人きりで生き延びて夫婦となり[* 13]、やがて一族の祖となる」南海漂流開拓譚で、今に名を残す「妹背山」の「いもせ（妹背/妹兄）」を元に創出された由来話である可能性が高い（※幡多郡の子で恐らくは宿毛湾あたりから潮に流された二人が孫の代まで帰郷したり故郷に人を向かわせたりできないほどには、沖の島は往き来し難い場所ではない。その意味でも山名に由来と見るか、失われた実話の漂流開拓伝説化と考えられる）が、割と詳しい描写に加え、「今昔土佐國幡多郡住下衆有（※書き下し:今は昔、土佐国幡多郡に住みける下衆有りけり）」に始まって「土佐國南沖妹兄島有人語（※書き下し:土佐国の南の沖に妹兄島とて有りとぞ、人語りし）」などという記述もあり、同書における「妹兄島」は現在の沖の島と比定し得る[10]。

- 史料：『今昔物語集』巻第廿六　土佐國妹兄行住不知島語 第十　※コマ番号628の左後半～629。

#### 中世
- 元久2年（1205年、鎌倉時代前期） - 山伏の開拓伝説／母島部落の開拓伝説によれば、この年、無人であった沖の島に鎌倉の山伏が上陸し、母島地区に住み着いた。
- 13世紀前半頃（鎌倉時代中期） - 地名「妹背島」の初出／平安京にて『宇治拾遺物語』が著される。同書の巻第4第4話（通巻第56話）「妹背島の事」は、先の『今昔物語集』巻第26第10話 の焼き直しであった。
  - 史料：『宇治拾遺物語』巻第四　妹背島の事 第四
- 鎌倉時代中期 - 三浦一族の開拓伝説／弘瀬部落の開拓伝説によれば、鎌倉幕府の幕臣・三浦則久（三浦新助則久）は何らかの事情あって失脚し、一族郎党を従えて、伊予国三津浜から船出、沖の島に漂着した後、妹背山南麓の仏が峠（標高340m）に居を構えて開墾し、のちに弘瀬地区に移って開拓・統治した。
- 室町時代 - 沖の島に土佐の勢力と伊予宇和島の勢力の支配の手が伸びる。北部は伊予、南部は土佐の勢力によって治められるようになる。これによって島の南北で異なる文化も育めれ始める。

#### 近世
- 慶長8年（1603年、江戸時代初年） - 室町時代以来の土佐・伊予の領土争いが、土佐藩と宇和島藩に引き継がれる。
- 江戸時代初頭 - 三浦家は、かねてより弘瀬部落を治めていたが、江戸幕藩体制下でも幕政村の長、すなわち庄屋を務めることとなる。その後、江戸時代全期に亘ってこれを務めた。
- 万治2年（1659年、江戸時代初期） - 島内における土伊国境争いは江戸幕府の裁定を仰ぐ形になり、土佐藩家老・野中兼山の尽力が功を奏して、土佐側の主張がほぼ認められる形で国境が確定した。

#### 明治時代
- 明治元年（新暦換算:1868年/1869年） - 『旧高旧領取調帳』の記載に基づき、宇和島藩領であった伊予国宇和郡の村浦の中に、母島浦、久保浦、小矢野浦、および、鵜来島あり。
- 明治4年7月14日（新暦換算:1871年8月29日） - 全国で廃藩置県が断行される。伊予国と土佐国では宇和島藩・高知藩（土佐藩）等が廃され、替わって宇和島県と高知県が置かれる。これに伴い、大月半島の西南沖に所在する島嶼部全域を含む宇和郡は、宇和島県に編入される／係る島嶼部全域は有人島と無人島を含むが、有人島は沖の島と鵜来島のみである。弘瀬浦の名は当時の一次資料である『旧高旧領取調帳』に記載は無い。
- 明治5年6月23日（新暦換算:1872年7月28日） - 宇和島県が神山県へ改称される。
- 1873年（明治6年）2月20日 - 神山県と石鉄県が統合されて愛媛県が発足。
- 1876年（明治9年）2月25日 - 母島浦・久保浦・小矢野浦・鵜来島の所属県と所属郡が、愛媛県宇和郡から高知県幡多郡に変更される。同日、母島浦・久保浦・小矢野浦が新設合併して母島を発足する。
- 1879年（明治12年）1月4日 - 高知県での郡区町村編制法の施行により、幕政時代から踏襲されていた郡に替わって近代行政郡としての幡多郡が発足する。同日、母島が母島村に改称し、旧母島の母島浦・久保浦・小矢野浦・鵜来島は母島村の字に変わる。
- 1889年（明治22年）4月1日 - 幡多郡で町村制が施行される。島嶼部では、母島村、弘瀬村、鵜来島が新設合併したうえで村制を施行し、沖ノ島村を発足する。旧自治体名は、沖ノ島村の大字「母島」「弘瀬」「鵜来島」に変わる。

#### 大正時代
- 1917年（大正6年）5月10日 - 沖ノ島村弘瀬（現・宿毛市沖の島町弘瀬）にて、荒木初子の誕生／長じての初子は、無医村であった沖の島・鵜来島を兼任する駐在保健婦として長年に亘って貢献することとなる。

#### 昭和時代
- 1930年（昭和3年） - 母島港近くにて、旅館「望洋館 澤近」の創業・開館[11]／この旅館は29年後の1959年（昭和34年）に釣り客相手の渡船業を島で最も早く始める。
- 1933年（昭和8年）
  - 4月 - 櫛ヵ鼻にて、土佐沖ノ島灯台の初点灯・供用開始。
  - 10月9日 - 放浪の歌人・吉井勇が来島する／旅館に1泊し、翌10日に離島。「沖の島 なつかしければあく酒も ものかはと越す 旅ひとわれは」と歌を詠んだ。
- 太平洋戦争中 - 四国防衛の要衝として沖の島区域の軍事基地化が進められる。沖の島には特殊潜航艇基地やレーダー基地など、鵜来島には大砲などが整えられ、本土決戦の準備が着々と進む。
- 1944年（昭和19年）3月18日 - 沖ノ島村弘瀬にて、長じて漫才師・横山やすしとなる小川雄二の誕生／ただ、生後3ヶ月で、高知本土に疎開していた木村家の養子に入り、戦後は大阪府堺市（現・堺市堺区）の木村家自宅にて幼少期を過ごすこととなる。
- 1945年（昭和20年）
  - 8月 - 全島民に強制疎開命令が出る。
  - 9月2日 - 日本が降伏文書に調印。結果として沖の島は戦場にならずに済んだ。当時の軍事基地などは遺構として現存する。
- 昭和20年代後半（1950年-1955年間） - 弘瀬部落が人口において最盛期を迎える／住民は千数百人を数えた[12]（※その後、過疎化が進んで2016年時点では100人を切っている[12]）。
- 1954年（昭和29年）3月31日 - 幡多郡の宿毛町・小筑紫町・橋上村・平田村・山奈村・沖ノ島村が新設合併したうえで市制を施行し、宿毛市を発足する／これをもって沖ノ島村は消滅し、宿毛市沖の島町となる。旧沖ノ島村の大字は、そのまま宿毛市沖の島町の大字に変わる。
- 1959年（昭和34年） - 沖の島で、磯釣り客を対象とする渡船業が始まる[11]／母島港近くの旅館「望洋館 澤近」が「澤近渡船」を創業[11]。これは沖の島で最初の渡船業者で、その後の磯釣りブームの礎となった[11]。
- 1967年（昭和42年）
  - 某月某日 - 沖の島の駐在保健婦・荒木初子が、フィラリア撲滅の功績により、第1回吉川英治文化賞を受賞。
  - 某月某日（上と同日か） - 講談社が伊藤桂一の小説『「沖ノ島」よ私の愛と献身を』を刊行／本作は、荒木初子の物語を主題としたものである。
- 1968年（昭和43年）9月21日 - 全国にて日活映画『孤島の太陽』の公開／本作は、伊藤桂一の小説『[「沖ノ島」よ私の愛と献身を』を原作とした映画である。
- 1972年（昭和47年）11月10日 - 従来の足摺国定公園に宇和海地域等が追加指定された。この時、沖の島全域も足摺宇和海国立公園指定地域の一つとなる。
- 1976年（昭和51年）3月 - 母島港の防波堤にて、土佐沖ノ島港母島第3防波堤灯台の初点灯・供用開始。
- 1982年（昭和57年）3月 - 母島にて、吉井勇歌碑の建立。
- 1985年（昭和60年）3月 - 土佐沖ノ島灯台の改築。

#### 平成時代
- 1990年（平成2年）12月 - 土佐沖ノ島港母島第3防波堤灯台の改築。
- 2004年（平成16年）
  - 4月1日 - 母島小中学校と弘瀬小中学校の統合による、宿毛市立沖の島小中学校の創立[13]。
  - 4月7日 - 宿毛市立沖の島小中学校の開校[13]。
  - 5月1日 - この時点で、沖の島小中学校の在校生は10名（児童7名、生徒3名）、教職員数は資料なし[13]。
  - 5月某日 - 沖の島観光協会主催のイベント「沖の島アドベンチャーラン」の初開催[14]／2004年は「沖の島アドベンチャーラン2004 マラソン&ウォーキング」と銘打って、島内の様々な場所をコースに採り込んだ、マラソンとウォーキングのイベントが行われた[14]。以後、サイクリング、カヌー、スイミングなども加えて開催年と開催月によって異なる競技を行う大会として定着してゆく。
  - 10月某日 - 沖の島アドベンチャーラン2004 MTB の開催／10月はマウンテンバイク (MTB) のイベントで、自転車走行不可能な集落の石段や妹背山山頂までコースに採り込んで行われた[14]。
- 2009年（平成21年）
  - 4月10日 - 沖の島と鵜来島の島内集落が、「島の宝100景」に「石垣・石段とともにある暮らし」名義で選定される[4]。
  - 5月1日 - この時点で、沖の島小中学校の在校生は4名（児童1名、生徒3名）、教職員数は10名[13]。
- 2010年（平成22年）
  - 4月1日 - 小学校を本年度より休校とする[13]。
  - 5月1日 - この時点で、沖の島中学校の在校生は3名（生徒3名）、教職員数は8名[13]。
- 2011年（平成23年）
  - 3月2日 - 沖の島中学校の生徒2名が転出し、在校生はついに生徒1名となる[13]。
  - 4月1日 - 中学校を本年度より休校とする[13]。
  - 10月23日 - アドベンチャーラン2011の開催／第10回記念大会。
- 2012年（平成24年）
  - 4月1日 - 小学校を本年度より再開し、宿毛市立沖の島保育園を併設・開園する[13]。
  - 5月1日 - この時点で、沖の島小学校の在校生は1名（児童1名）、教職員数は3名、保育園児は4名[13]。
- 2016年（平成28年）
  - 5月1日 - この時点で、沖の島小学校の在校生は4名（児童4名）、教職員数は4名、保育園児は5名[13]。
  - 11月26日 - 妹背山が、公益財団法人日本離島センター主催の「しま山100選」に選定される[15][16]。
- 2017年（平成29年）
  - 4月1日 - 沖の島集落活動センター妹背家開所。
- 2020年（令和2年）
  - 4月1日 - 沖の島中学校再開。

## 供用施設等
- 宿毛市役所
  - 沖の島支所 - 沖の島町母島1003に所在。
    - 弘瀬連絡所 - 沖の島町弘瀬362-2に所在。
- 沖の島開発総合センター - 宿毛市役所沖の島支所に所在。標高30m。津波避難所、長期避難所。[17]
- 弘瀬離島センター - 沖の島町弘瀬562-1に所在。津波避難所、長期避難所。
- 古屋野老人憩の家 - 母島古屋野（母島1386）に所在。標高49m。津波避難所、長期避難所。[17]
- 弘瀬老人憩の家 - 沖の島町弘瀬362-2に所在。津波避難所、長期避難所。
- 母島港 - 沖の島町母島958付近に所在。
  - 沖の島漁港（母島） - 母島港に所在。※沖の島町の漁港は全て、すくも湾漁業協同組合所属で、第4種漁港[18]。母島港と母島集落

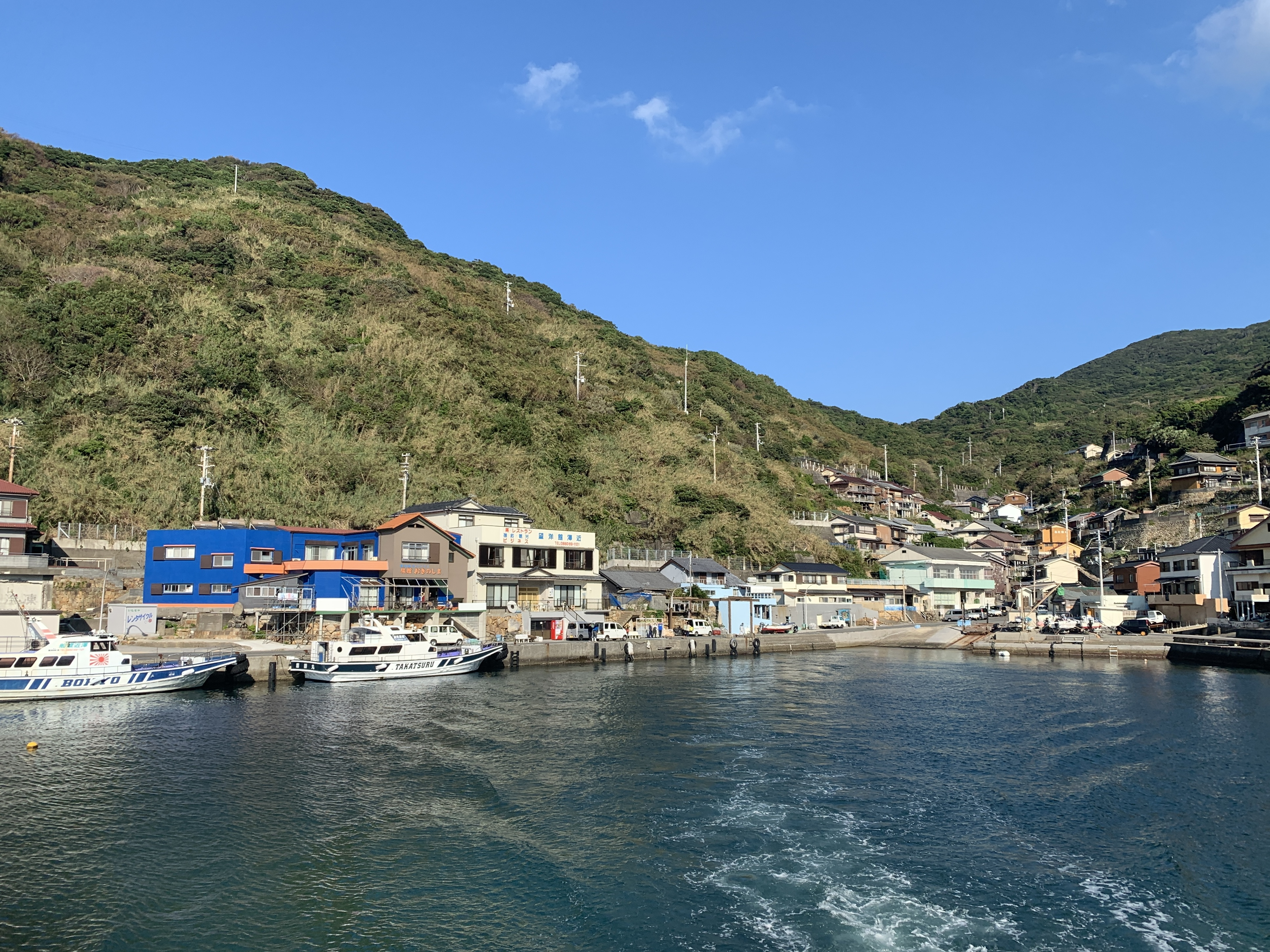
母島港と母島集落

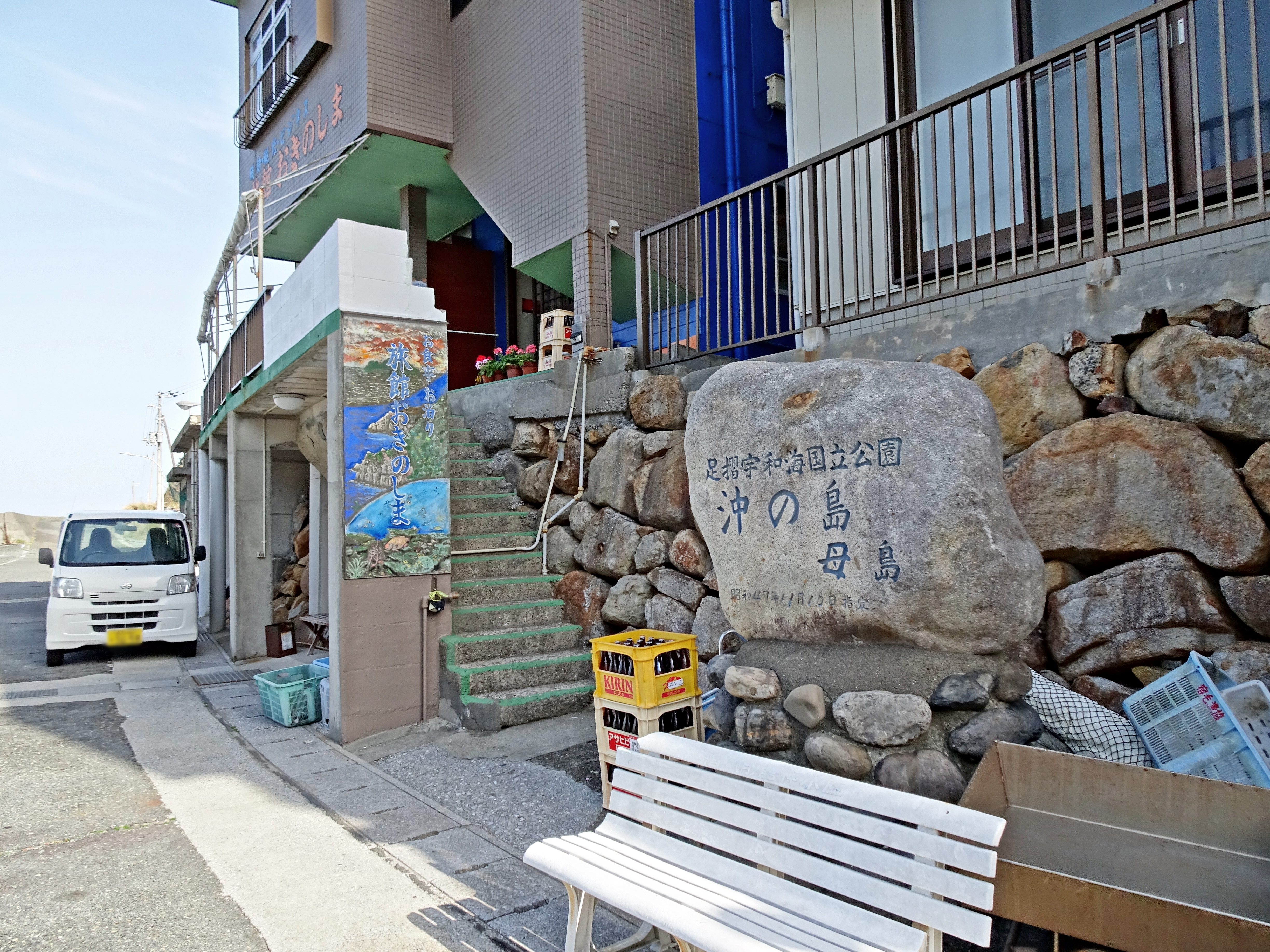
沖の島母島港の「足摺宇和海国立公園の碑」

- 沖の島漁港（古屋野） - 母島古屋野に所在。
- 弘瀬港 - 沖の島町弘瀬に所在。
  - 沖の島漁港（弘瀬） - 弘瀬港に所在。弘瀬港と弘瀬集落
- 沖の島漁港（久保浦） - 久保浦に所在。

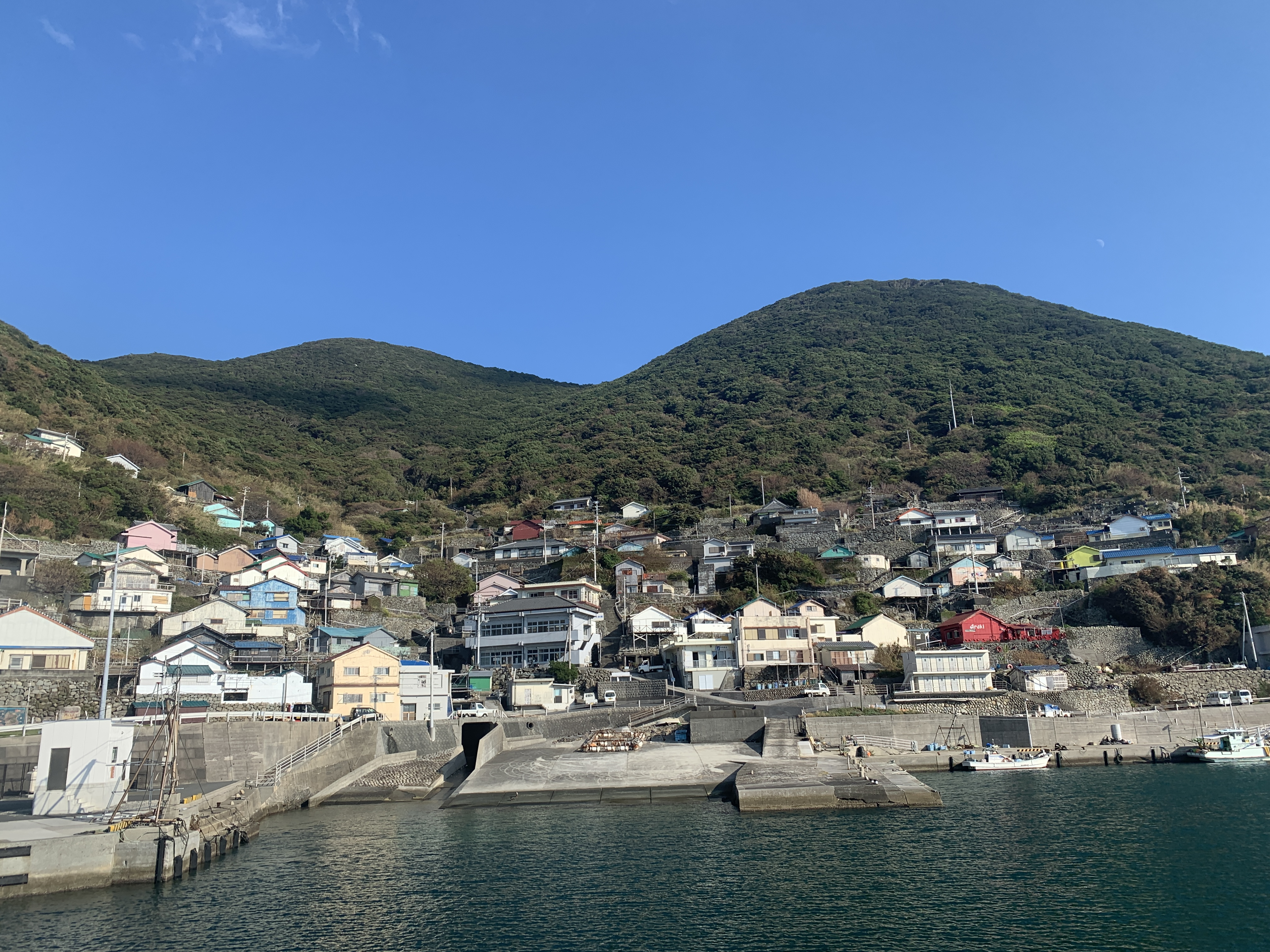
弘瀬港と弘瀬集落

- すくも湾漁業協同組合 沖の島支所 - 沖の島町母島958（母島港）に所在。
- 土佐沖ノ島灯台
島の南端部にあたる櫛ヵ鼻に所在（所在地は沖の島町弘瀬328）。「沖ノ島灯台」「沖の島灯台」などとも呼ばれるが、正式名称としての「沖ノ島灯台」は福岡県大島村にある沖ノ島の灯台を指す。1933年（昭和8年）4月、初点灯・供用開始。鉄筋コンクリート造。白塔形。群閃白光。光達距離 21海里。塔高15m。1985年（昭和60年）3月に改築。
- 土佐沖ノ島港母島第3防波堤灯台
母島港の防波堤に所在（所在地は沖の島町母島999）。1976年（昭和51年）3月、初点灯・供用開始。鉄筋コンクリート造。赤塔形。単閃赤光。光達距離 3海里。1990年（平成2年）12月に改築。
- 高知県道358号沖ノ島循環線
島唯一の県道で、妹背山の周囲の2/3以上を巡る。循環線の名に反して循環ルートは完成しておらず、弘瀬地区から玉柄地区へ至る約3kmが未着手区間として残る[3]。これは、沖の島が未だ解消されない地図混乱地域であるため、用地買収の目途が立たず、未整備区間として残存し続けているが所以である[3]。
- 沖の島ヘリポート
沖の島町母島字尻無尾山1717-16[19]、沖の島小中学校に比較的近い山中に所在。幡多西部消防組合消防本部の設営する非公共用ヘリポート[19][* 14]（北緯32度44分22.25秒 東経132度33分37.49秒[19]）。高知空港との距離は約74km[19]。滑走路面積 21×18 m2。
- 宿毛市立沖の島中学校
沖の島町母島445に所在。小中一貫校ながら、2011年度（平成23年度）から2019年度（平成31年・令和元年度）まで休校中だったが、2020年度から生徒1人が入学したため9年ぶりに学校を再開した[13]。
標高146.3m[17]。津波避難所、長期避難所[17]。
- 宿毛市立沖の島小学校
中学校と同所に所在。一時期は児童数0名となって休校していたが、児童の増加を受けて再開した[13]。2020年度（令和2年度）の在校生は小学校・中学校合わせて7名[13]。
- 宿毛市立[20] 沖の島保育園
小中学校と同所に所在。2012年（平成24年）4月1日開園[13]。
- 宿毛市立沖の島へき地診療所 - 沖の島町母島1005（宿毛市役所沖の島支所近傍）に所在。
  - 弘瀬出張所 - 沖の島町弘瀬344に所在。
- 母島郵便局 - 沖の島町母島953に所在。母島郵便局

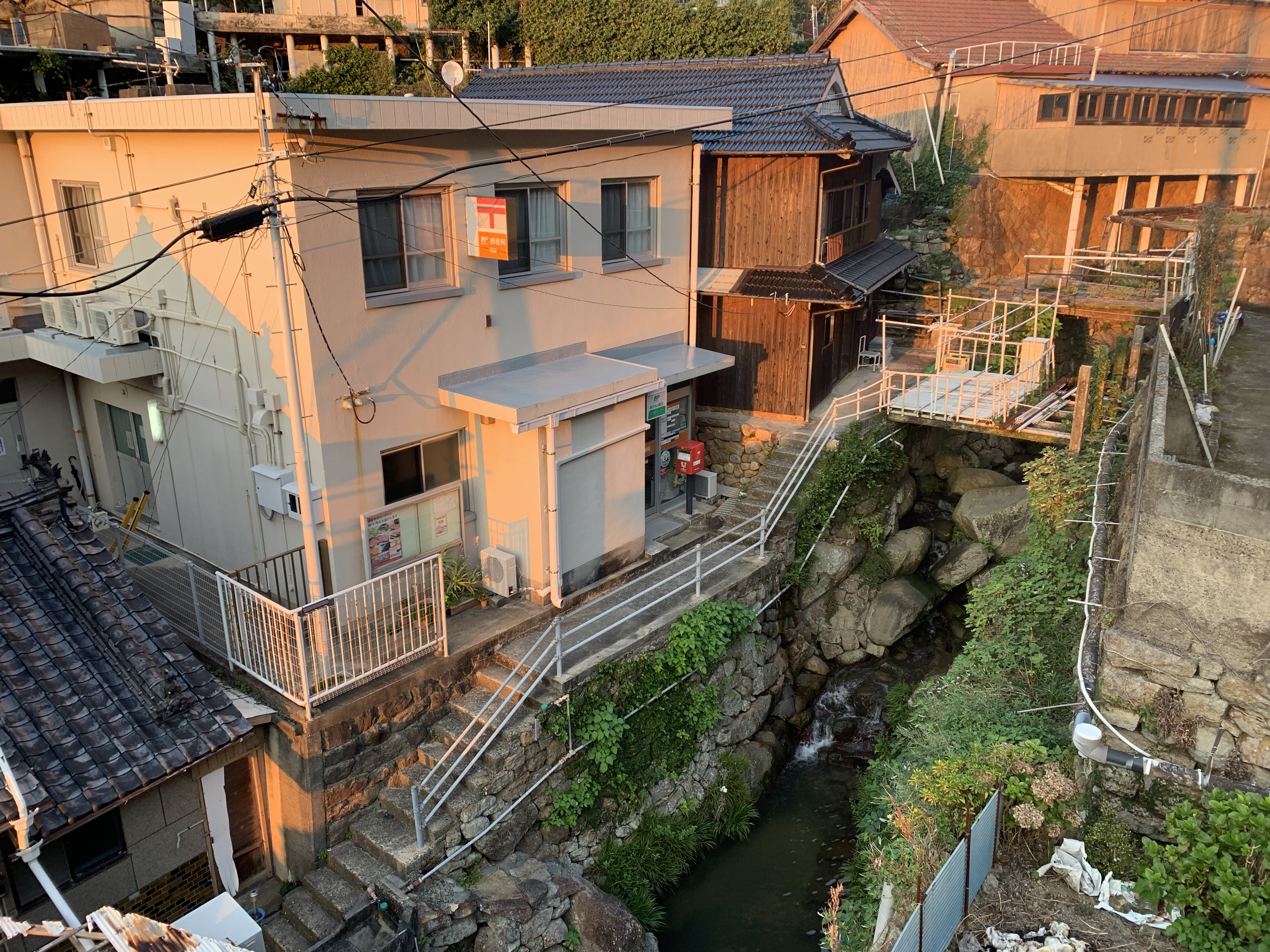
母島郵便局

- 弘瀬簡易郵便局 - 沖の島町弘瀬332に所在。
- 沖の島集落活動センター妹背家 - 沖の島町母島958に所在。センター内の「島の駅いもせや」にて、火曜日を除く毎日15時から16時の1時間に商店としての営業を行なっている。[21]沖の島集落活動センター妹背家とその周辺

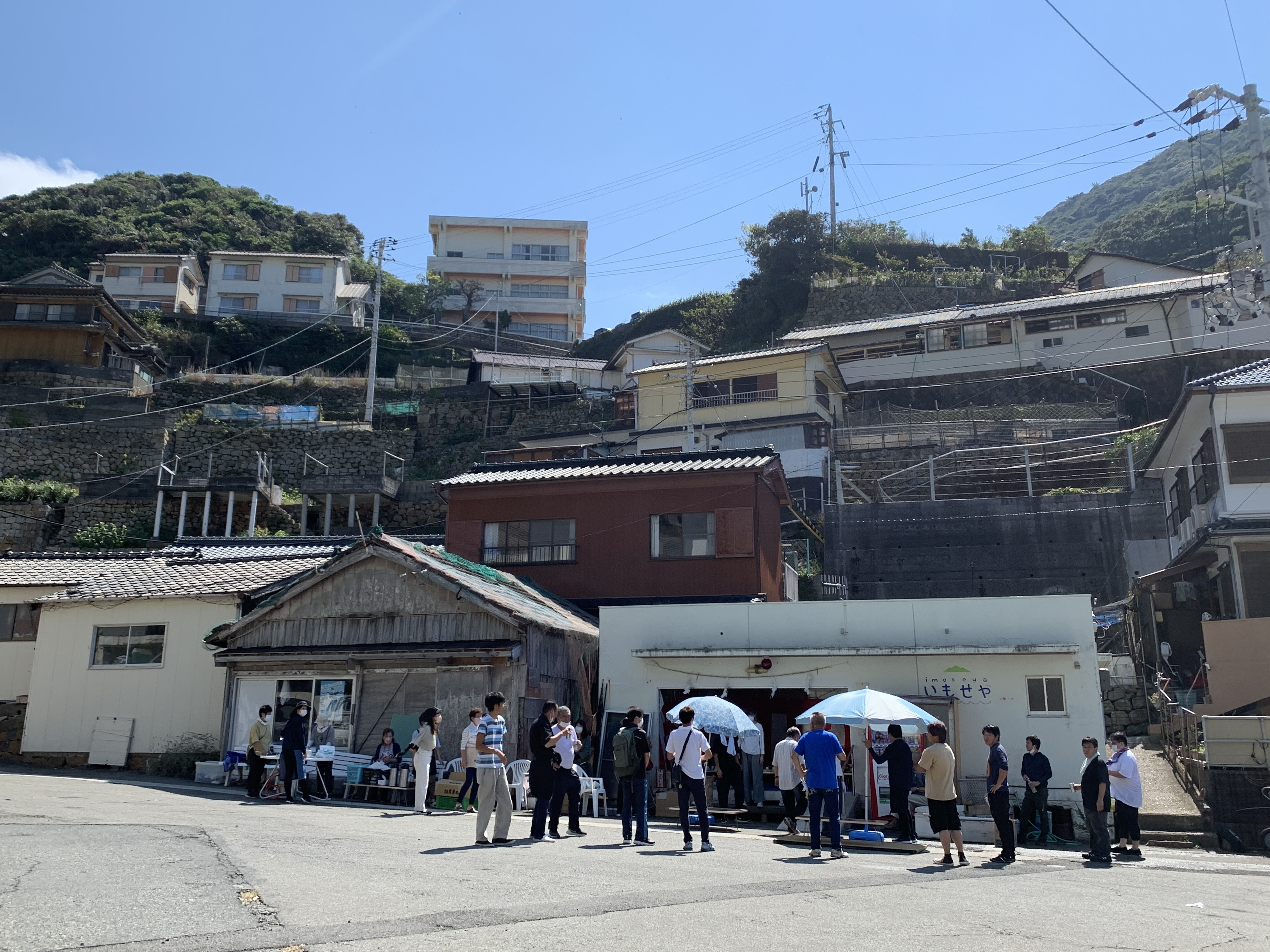
沖の島集落活動センター妹背家とその周辺

## 産業
第一次産業は、かつての基幹産業であったが、地域の高齢化や担い手不足の影響は大きく、衰退の一途を辿っている。漁港は、北西部の母島漁港、南西部の弘瀬漁港、北東部の久保浦漁港の3港があり、かつてはキビナゴ漁が盛んであった。魚介類は何でも美味い。昔は一本釣りの専門漁業者が多かったが、2010年代では珊瑚礁での漁にシフトしている業者が多く、網漁で水揚げされる魚が水産物の中心となっている。岩海苔も特産物であるが、厳冬期の海に出て手で採集するため収穫量は少なく、流通することは滅多にない。
島の土壌は痩せているが、農産物としてはラッカセイとサツマイモが評判高い。これらも収穫量が少なく、島民の自給自足と親戚への配分で消費され、市場に出回ることはほとんどない。ただ、旅館の宿泊客にラッカセイが出されることは稀にある。
おおよそ2000年代以降の沖の島は、第三次産業の就業者が突出して多くなっている。2010年度（平成22年度）の国勢調査では、産業別就業人口で、第一次の4人、第二次の5人に対して、第三次は53人であった。海水浴場と磯釣りに加え、様々なマリンスポーツ、定期船観光、旅館・民宿などといった娯楽・サービス業の分野が基幹産業となっている。

## 交通

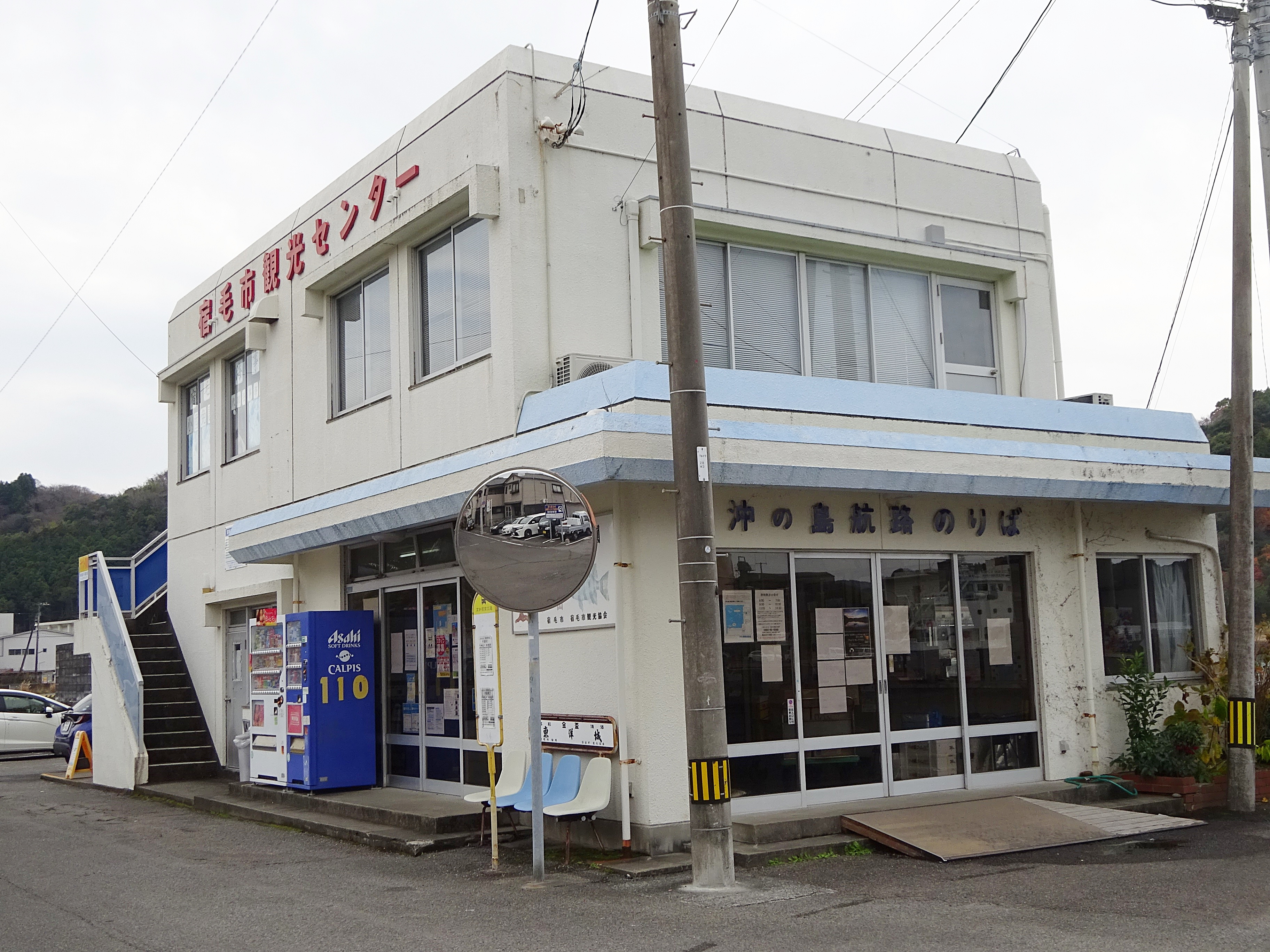
宿毛市片島にある沖の島航路待合所

海上交通

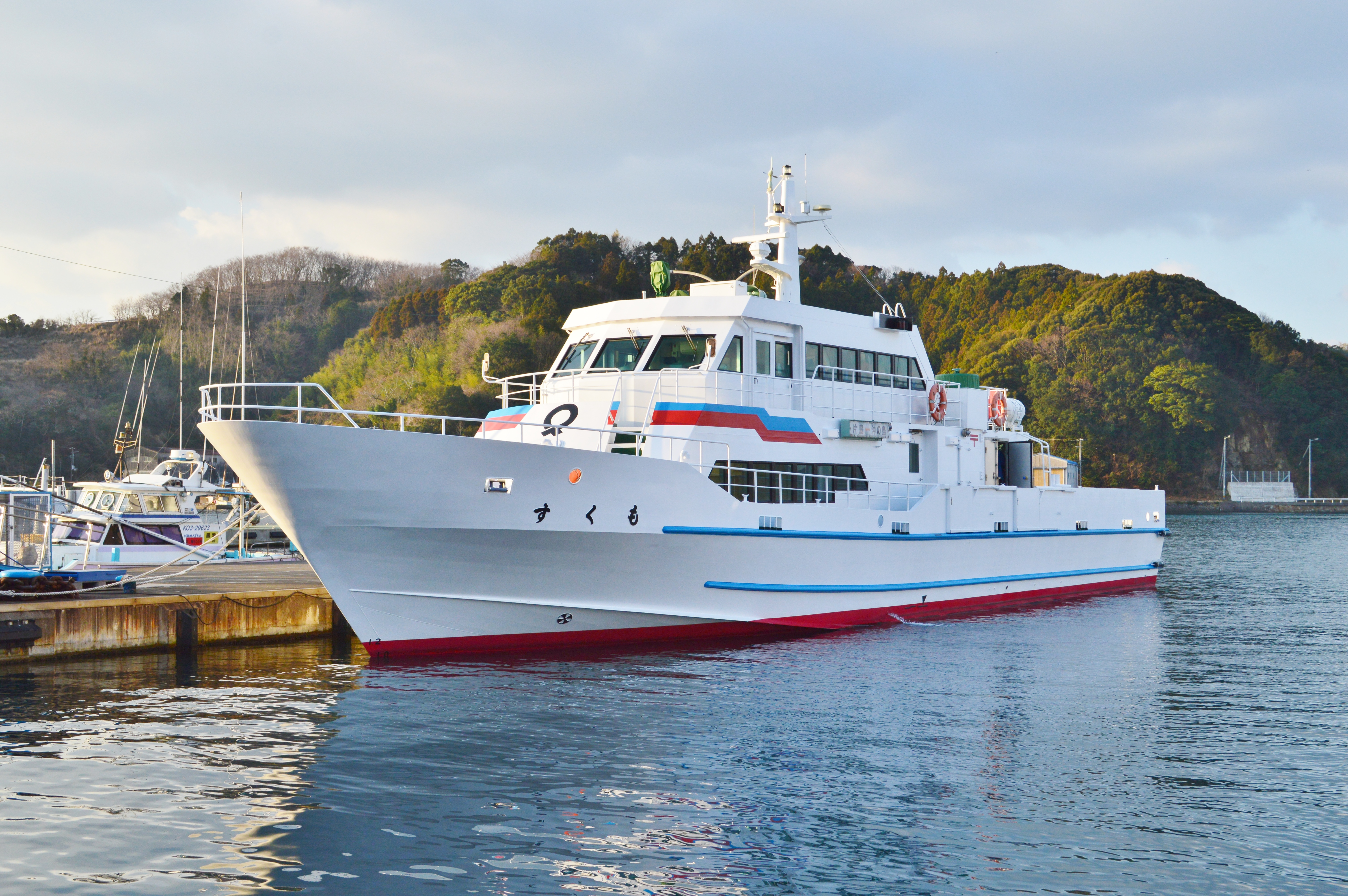
定期船「すくも」／総トン数 82トン、全長 29.78メートル、旅客定員 70人の、大型プレジャーボート。2003年（平成15年）4月就航。

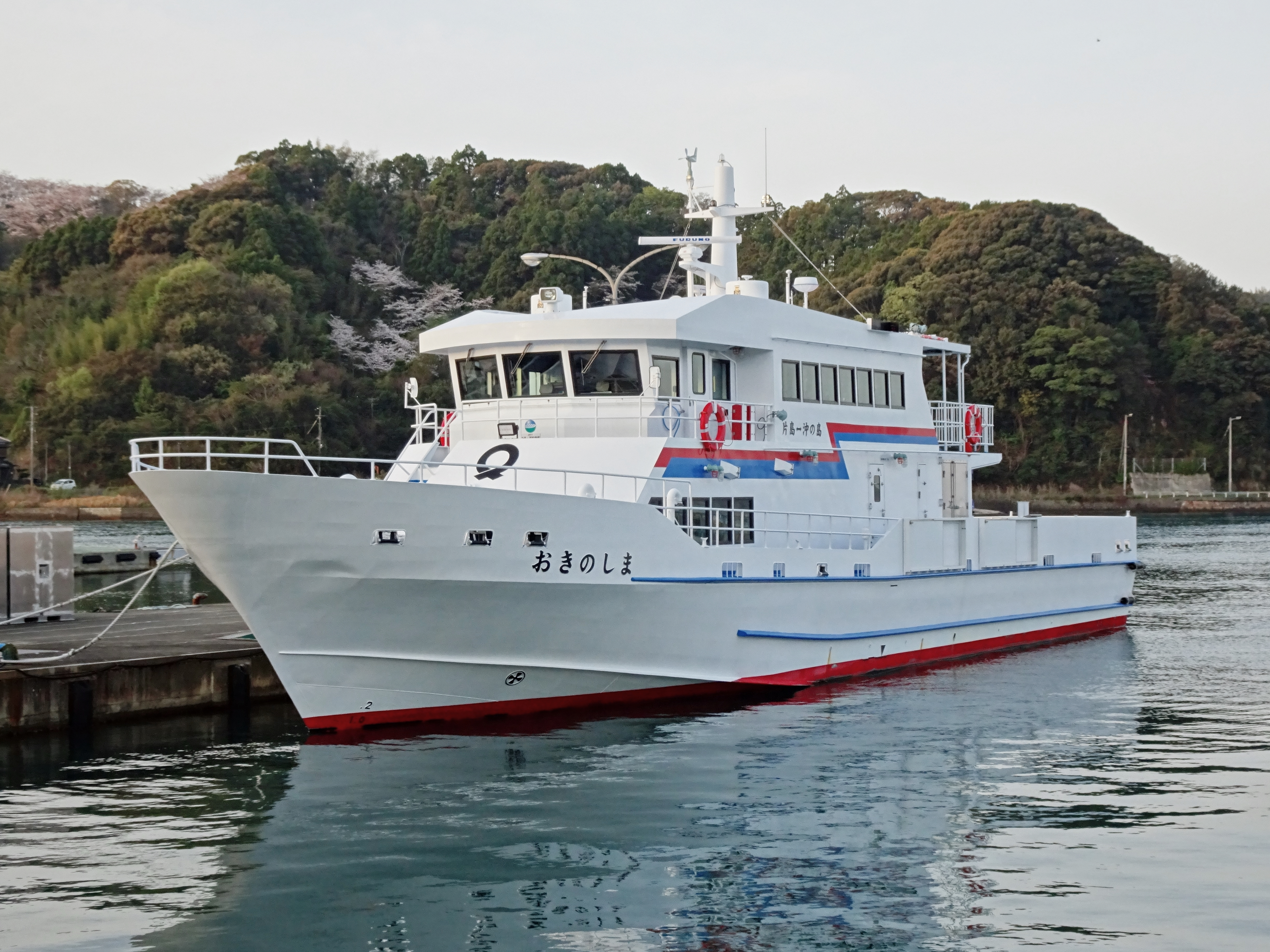
宿毛市営定期船「おきのしま」
2023年（令和5年）4月就航

- 土佐沖ノ島灯台、および、土佐沖ノ島港母島第3防波堤灯台 - 「行政施設等」節を参照。
- 宿毛市営定期船「沖の島・鵜来島～片島航路」
沖の島町域を巡る定期旅客船航路で、磯釣り客を例外とする来訪者と島民にとって、島外との交通手段として平時において唯一の存在である。四国本土（片島港）との片道所要時間は、およそ50分から1時間25分。
(1) 母港である片島港、(2) 沖の島の母島港、(3) 同じく弘瀬港、(4) 鵜来島の鵜来島定期船乗り場（鵜来島港）の4港を、便によって異なるルートで巡航する。現在は、第1便の往路が (1)→(4)、復路が (4)→(3)→(2)→(1)、第2便の往路が (1)→(2)→(3)→(4)、復路が (4)→(1) というルートを辿る。片島港旅客船ターミナル（四国本土の宿毛市片島9-7-11に所在）より午前7時発と午後2時30分発の一日2便を運行。
- 沖の島渡船組合連合会 
島の内外にある人気の磯釣り場と来訪する釣り客を渡船による案内でつなげる。現在は島の内外の8業者 の 計12隻 の渡船が稼働しており、四国本土の片島港を拠点として 日々来訪客に対応している。沖の島における渡船業は1959年（昭和34年）に始まった。

陸上交通
- 高知県道358号沖ノ島循環線 - 「行政施設等」節を参照。
- 島内は、基本的に、徒歩、自転車、オートバイ、自家用自動車で移動する。前述の定期船は、自転車や125ccまでのオートバイであれば乗せて島へ持ち込むことが可能なので、観光客などが島内を見て廻ったりするのに便利である。ちなみに、島ではサイクリング・イベントなどを開催している。
- ゆるりんバス - 島のスクールバス。島内で唯一の乗合自動車であるため、一般人（住民や観光客）の利用も可能となっている。ただし、便数は少なく、運行は平日のみであるため、観光客などが島内を見て廻ったりするのには向いていない。

その他
- 沖の島ヘリポート - 「供用施設等」節を参照。基本的に一般利用はできない。

## 名所旧跡・行事等
- 妹背山 - 沖の島の中央部を形成する同島の最高峰（標高404.1m）。四国百名山の一つ。しま山100選の１つでもある。頂上には展望台がある。
- 烏帽子埼（えぼしざき） - 島の最東端。
- 白岩岬（しろいわみさき） - 古屋野集落に最寄り。母島地区の西端部で、南にある弘瀬地区との西の区境にも位置する。島の景勝地で、岬の上は白岩公園として整備されている。
- 七ツ洞（ななつうど[26]） - 別名、観音洞[14]。白岩岬から南へと続く白亜層の断崖にある海食洞窟群。宿毛市営定期船から観ることができるほか、内部で繋がっている洞窟はカヌーによる通り抜けの可能。
- 母島のハカマカズラ - 母島地区に自生。宿毛市指定天然記念物。昭和44年3月8日指定。
- 亜熱帯植物群落
- 磯釣り場 - 島の内外は良好の磯釣り場が数多い。釣り人の人気は高く、片島港を母港とする沖の島の渡船業者が来訪客を日々案内している。[14]
  - ムロバエ - 島の南西部に所在。全15磯。シモリや海溝が多い地形。[14]
  - ノコバエ - 全15磯。周辺にも、カガリバ、クワンバエ、チョボといった磯が点在。[14]
  - 大小島（おおこじま） - 島の南東部に所在。全22磯。[14]
  - 一ツバエ（ひとつばえ） - 全22磯。島の東部中央に所在する岩礁。超A級磯。周辺にも、平バエ、高バエ、ウノクソ、ビゼンバエ、ソトガシラなどといった人気の磯が点在。[14]
- うどの浜海水浴場 - 古屋野集落地先の、うどの浜に所在。四国一早い海開きを行うことで有名な海水浴場[14]。海浜は砂浜で、海の透明度も極めて高い[14]。
- 久保浦海岸 - 久保浦集落地先の、久保浦の浜に所在。沖の島で一番大きな海水浴場[14]。元来、ここの海浜は砂浜ではなく大小さまざまな丸い礫でできている[14] が、2012年（平成24年）に発生した土砂崩れで白亜の砂浜が出現した。久保浦海岸

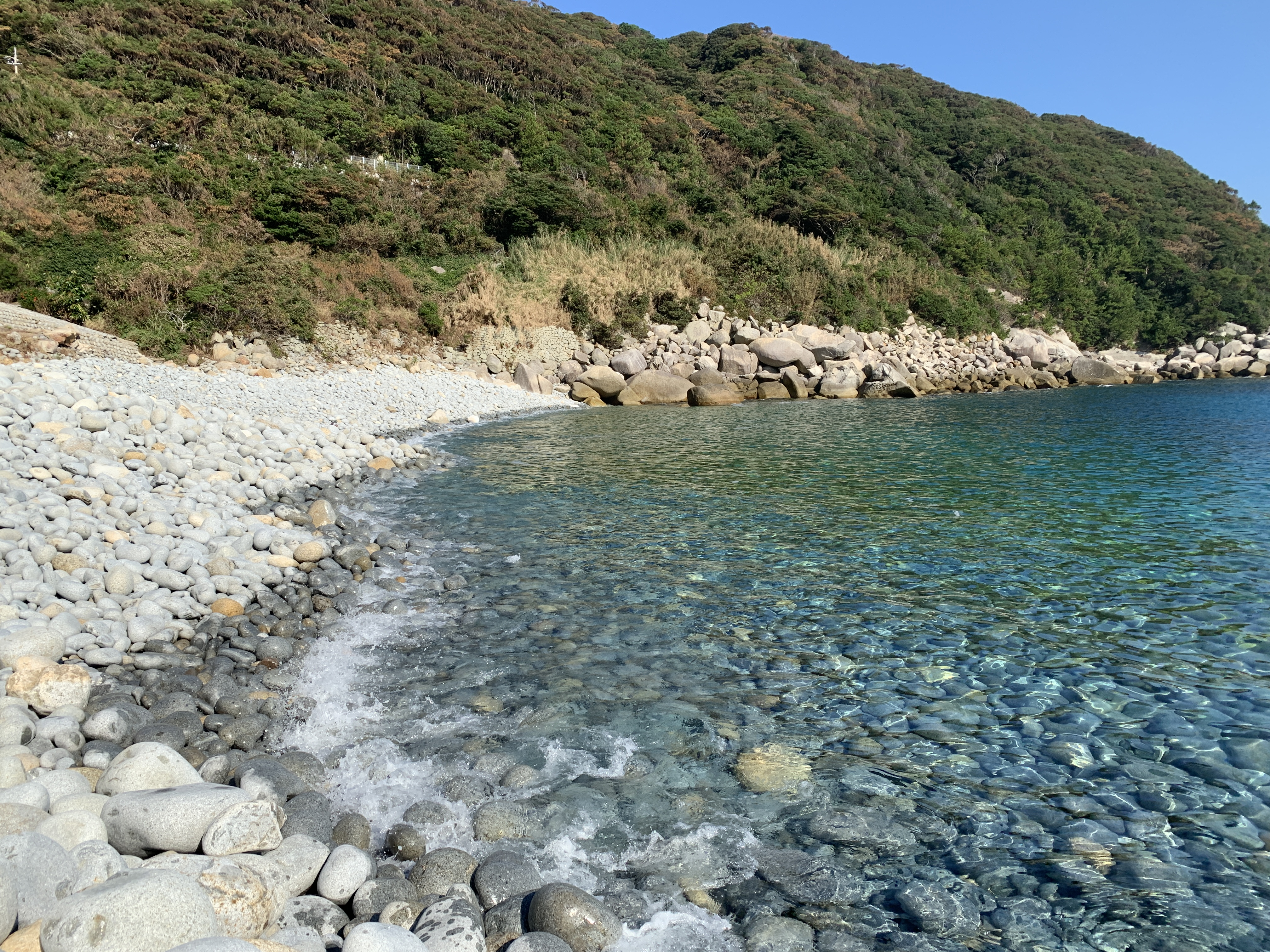
久保浦海岸

- 徳法寺-母島集落にあるお寺。浄土真宗本願寺派。
- 正行寺-弘瀬集落にあるお寺。浄土真宗本願寺派。
- 山伏神社 - 妹背山山頂近くの北麓に所在する素朴な小社。境内で茂る「山伏神社のすだじい」は、樹齢500年以上とされるスダジイの巨木で、宿毛市指定天然記念物となっている[15]。
- 仏が丘 - 妹背山山頂近くの南麓に所在する地蔵菩薩の石仏群[14]。当初は33躯であったが、弘瀬集落の住人たちが願掛けをするたびに数が増えてゆき、今では120躯になっている[14]。
- 三浦家一族の墓 - 仏が丘に最寄りの妹背山南麓に所在する。
- 日吉神社（母島）
- 日吉神社（古屋野）
- 白皇神社
- 住吉神社
- 山ノ神神社
- 八幡神社
- 天満宮
- 鴨姫神社
- 荒倉神社 - 弘瀬集落に近い標高約100mの高所に所在し、境内にはアコウの巨木が茂る。
  - 荒倉神社大祭 - 土佐国と伊予国の勢力によって長らく南北に2分割されていた中世から近世にかけて培われてきた文化が、今も反映されている[12]。今では帰省者の多い年にだけ出されるようになった祭り山車の牛鬼（宇和島の牛鬼伝説の牛鬼）は、元は南予宇和島藩の文化の流れを汲む母島集落に由来する伝統的出し物であった[12]。旧暦（太陰暦）での開催を頑なに守っているため、祭り日と新暦（太陽暦）基準の休日とが合わず、人手不足は年を追って深刻化している[12]。
- 土佐沖ノ島灯台 - 「行政施設等」節を参照。
- 烏帽子埼灯台
- 土佐沖ノ島港母島第3防波堤灯台 - 「行政施設等」節を参照。
- 吉井勇歌碑
- 回天基地跡
- 荒木初子生家
- 母島のアコウ-宿毛市天然記念物。昭和51年2月4日指定。推定樹齢70年。
- 貝の古場のアコウ-宿毛市天然記念物。昭和44年3月8日指定。推定樹齢300年。

## 地域のゆかりのある著名人

### 出身著名人
荒木初子
1917年（大正6年）5月10日、幡多郡沖ノ島村弘瀬（現・宿毛市沖の島町弘瀬）の生まれ。保健婦。無医村であった沖の島・鵜来島を兼任する駐在保健婦として長年に亘って活躍し、地域の保健衛生環境の改善・向上に多大な貢献をした。その文化活動に対しては第1回吉川英治文化賞が贈られ、時を同じくしてその半生を描いた伊藤桂一の小説『「沖ノ島」よ 私の愛と献身を』も刊行された。さらにこの小説を原作として日活映画『孤島の太陽』が製作・上映された。生家は弘瀬地区に現存する。
横山やすし
1944年（昭和19年）3月18日、幡多郡沖ノ島村弘瀬の生まれ。大阪府堺市（現・堺市堺区）育ち。漫才師。西川きよしと漫才コンビ「やすしきよし」を結成し、一世を風靡した。やすしの母が弘瀬村の人で、やすし自身は生後の3ヶ月だけ居住した。
近田豊年
1965年（昭和40年）12月11日生まれ。日本プロ野球初にして唯一の両投げ登録の投手。当初は左投げだったがグラブがないため中学では右投げ、高校時代には左投げが主だった。南海ホークスの入団テストでは両投げを披露したが入団後には左投げを中心とした練習を行い、唯一の一軍登板では左投げのみだった。

### 地域にゆかりのある異邦人等
吉井勇
1886年（明治19年）10月8日、東京府芝区高輪（現・東京都港区高雄）の生まれ。歌人、脚本家。1933年（昭和8年）10月9日に島を訪れ、歌を詠んでいる。
たむらちせい
高知県出身の俳人。高知県の教職で勤務評定闘争に加わり、懲罰人事として転任を命じられ沖ノ島の中学校に赴任した。第一句集『海市』はこの島にいるあいだに作られた。後年、四国本島への転勤を打診されるが、島の俳句をもう少し作りたいからと断り、さらに三年間在島した。